# Іг
Іг (словен. Ig) — поселення в общині Іг, Осреднєсловенський регіон, Словенія. Висота над рівнем моря: 288,8 м.

## Відомі люди
- Фран Говекар (1871–1949) — словенський письменник й публіцист.